# Daniël Noteboom
Daniël Noteboom (Noordwijk, 26 februari 1910 – Londen, 12 januari 1932) was een Nederlandse schaker. Op jonge leeftijd behaalde hij reeds goede resultaten bij grote internationale schaaktoernooien.

## Biografie

### Jeugd
Noteboom was naast schaakgrootmeester Max Euwe een van de grootste schaaktalenten van Nederland in de jaren 20 en 30. Hij was bijna van grootmeestersterkte toen hij op jonge leeftijd overleed. Naast schaker was hij ook een fervent bridgespeler.
Op de Leidse HBS kwam hij met schaken in aanraking toen hij twaalf was. Het spel leek hem te bevallen, want op zijn veertiende behaalde hij in zijn woonplaats Noordwijk de eerste prijs. Deze bestond uit een schaakbord met bijbehorende schaakstukken, die hij sindsdien naar alle wedstrijden placht mee te nemen.

### Internationale prestaties
In 1925 mocht hij lid worden van het Leidsch Schaakgenootschap (LSG), wat in die tijd bijzonder was voor een jongeman van nog maar vijftien jaar oud. Noteboom deed het goed en na een paar jaar ging hij ook in het buitenland spelen. Zo speelde hij voor Nederland tijdens de schaakolympiade in 1930 in Hamburg en in 1931 in Praag. In Hamburg verving hij Max Euwe, omdat deze verhinderd was vanwege een reis naar Nederlands-Indië. Zijn resultaten waren niet onverdienstelijk. Hij behaalde een resultaat van +9-1=5 (=76,6%) dat tevens de beste prestatie aan het derde bord was. In 1931 werd hij in Nice vierde en in 1931/32 in Hastings derde.
Na zijn middelbareschooltijd ging hij wiskunde studeren aan de Rijksuniversiteit Leiden, maar daar kwam vanwege zijn schaakbezigheden niet veel van terecht. Noteboom moest het voor zijn levensonderhoud van het schaken hebben, waardoor hij veel korte, snelle schaakspelletjes speelde en het blindspel beoefende.

### Overlijden en herdenking
Onverwacht overleed Daniël Noteboom op 21-jarige leeftijd in Londen aan longontsteking en bronchitis. Noteboom werd op 20 januari 1932, acht dagen na zijn overlijden, begraven. Hij ligt begraven op de algemene begraafplaats in Noordwijk. Op zijn grafsteen staat een schaakbord. De Noordwijkse schaakvereniging Daniël Noteboom houdt zijn naam in ere.
Om de transportkosten te betalen voor het laten overkomen van zijn lichaam uit Engeland richtte Max Euwe een fonds op. Van het geld dat overbleef, werd een door Euwe geschreven gedenkboek uitgegeven (Aan de gedachtenis van Daniël Noteboom jr.). Euwe roemde hem om zijn vermogen tot laveren. Volgens hem wist Noteboom zowel door een stug doorgezette verdediging als door onophoudelijke aanvallen zijn schaakpartijen als overwinnaar te beëindigen. Van de opbrengst van het boek werd in 1936 door LSG het eerste Daniël Noteboom-toernooi georganiseerd, dat ook in de 21e eeuw nog steeds in Leiden plaatsvindt.

### Graf
Zijn graf(steen), waar ook zijn ouders begraven liggen, is in september 2013 het enige gemeentelijke monument in Noordwijk.

## Noteboomvariant
Noteboom heeft een variant nagelaten in de schaakopening Slavisch, de Noteboomvariant:

1.d4 d5 2.c4 e6 3.Pc3 c6 4.Pf3 dxc4

## Matches
- 1928 tegen Salo Landau in Leiden 2,5-2,5
- 1928 tegen Salo Landau in Leiden +1-1=3
- 1931 tegen Salo Landau in Rotterdam 5,5-3,5 (+5-3=1)
- 1931 tegen Salo Landau in Rotterdam 1,5-5,5 (+1-5=1)
- 1931 tegen Max Euwe in Amsterdam 1,5-4,5 (+0-3=3)

## Voetnoot
1. ↑  Bron: gemeentearchief Noordwijk en naslagwerk Algemene begraafplaats, Cees van der Niet.

- Bibliothèque nationale de France: cb17026988q (data)
- International Standard Name Identifier: 0000 0003 9564 8610
- Nederlandse Thesaurus van Auteursnamen: 150659512
- Virtual International Authority File: 290420757
- WorldCat: E39PBJv4pGkhxqVrRPXgmvfKBP